# Federico De Roberto
Federico De Roberto (Nàpols, 16 de gener de 1861 - Catània, 26 de juliol de 1927) fou un escriptor italià, un dels més importants representants del verisme, influí en autors com Leonardo Sciascia i Tomasi di Lampedusa, la novel·la del qual El Gattopardo segueix en diversos aspectes l'obra mestra de De Roberto Els virreis.